# Aaron Boudewijn
Aaron Sjors Boudewijn (Tiel, 6 juli 1985 - Utrecht, 24 april 2010) was een Nederlandse rechtenstudent die zich juridisch verzette tegen de verplichte opslag van zijn vingerafdrukken onder de Paspoortwet.
Boudewijn kwam regelmatig in het nieuws met zijn veelvuldig geuite mening dat de opslag van vingerafdrukken door de Nederlandse overheid in strijd is met de mensenrechten.
Boudewijn overleed aan de gevolgen van een epileptische aanval.